# Канта 3
Канта 3 (англ. Kahntah 3) — індіанська резервація в Канаді, у провінції Британська Колумбія, у межах регіонального округу Нортерн-Рокіс.

## Населення
За даними перепису 2016 року, індіанська резервація не ма постійного населення.

## Клімат
Середня річна температура становить -0,2°C, середня максимальна – 20,9°C, а середня мінімальна – -27,4°C. Середня річна кількість опадів – 416 мм.
| Клімат поселення                              | Клімат поселення | Клімат поселення | Клімат поселення | Клімат поселення | Клімат поселення | Клімат поселення | Клімат поселення | Клімат поселення | Клімат поселення | Клімат поселення | Клімат поселення | Клімат поселення | Клімат поселення |
| Показник                                      | Січ.             | Лют.             | Бер.             | Квіт.            | Трав.            | Черв.            | Лип.             | Серп.            | Вер.             | Жовт.            | Лист.            | Груд.            |                  |
| Середній максимум, °C                         | −14,18           | −8,66            | −1,14            | 9,04             | 16,11            | 20,90            | 20,86            | 19,26            | 13,94            | 6,74             | −5,62            | −13,04           |                  |
| Середня температура, °C                       | −20,78           | −15,26           | −7,72            | 2,45             | 9,52             | 14,30            | 16,36            | 14,76            | 9,41             | 2,22             | −10,15           | −17,56           |                  |
| Середній мінімум, °C                          | −27,36           | −21,84           | −14,3            | −4,14            | 2,93             | 7,71             | 11,83            | 10,23            | 4,91             | −2,3             | −14,66           | −22,08           |                  |
| Норма опадів, мм                              | 22               | 19               | 20               | 19               | 38               | 63               | 81               | 54               | 33               | 24               | 23               | 20               |                  |
| Середньомісячна швидкість вітру, м/с          | 2.30             | 2.45             | 2.76             | 3.00             | 3.10             | 2.90             | 2.60             | 2.60             | 2.80             | 2.86             | 2.46             | 2.37             |                  |
| Середньомісячна сонячна радіація, кДж/м²·день | 1811             | 4855             | 10092            | 16107            | 19804            | 21585            | 20311            | 16309            | 10343            | 5168             | 2176             | 1224             |                  |
| --------------------------------------------- | ---------------- | ---------------- | ---------------- | ---------------- | ---------------- | ---------------- | ---------------- | ---------------- | ---------------- | ---------------- | ---------------- | ---------------- | ---------------- |
| Джерело:                                      |                  |                  |                  |                  |                  |                  |                  |                  |                  |                  |                  |                  |                  |